# Bila Tserkva
Bila Tserkva (ukrainsk: Бі́ла Це́рква, ukrainsk udtale: [ˈbilɐ ˈtsɛrkwɐ]: Hvide Kirke), er en by i centrum af Ukraine, den største by i Kyiv oblast (efter Kyiv, som er det administrative centrum, men ikke en del af oblasten), og en del af højrebredden. Bila Tserkva ligger ved floden Ros ca. 80 km syd for Kyiv. Byen har et areal på 67,8 km². Byen har en befolkning på omkring 208.737 (2021).
Den gamle by Bila Tserkva blev grundlagt i grundlagt i 1032 for at sikre vigtige forsvarsværker mod nomadiske stammer. I det 13. århundrede blev den imidlertid invaderet af mongolerne, og byen blev ødelagt. I 1651 var det stedet for en vigtig kamp mellem de krigsførende Zaporogkosakker (og deres tatariske allierede) og det Den polsk-litauiske realunion, men Bila Tserkva var også stedet, hvor de sluttede fred og underskrev Bila Tserkva-traktaten. I 1791 inkluderede den russiske kejserinde Katarina den Store Bila Tserkva i den region, der blev kendt som Det jødiske bosættelsesområde i Zar-Rusland, som omfattede dele af syv nutidige nationer, herunder store dele af det moderne Ukraine. 
Arkitektonisk er byen kendt for en række bygninger fra slutningen af det 18. og begyndelsen af det 19. århundrede, som er en høflighed til adelsslægten Branicki, der herskede der i denne periode. Højdepunkterne omfatter: "Vinterpaladset på bredden af Ros-floden, sommerpaladset, et ensemble af poststationsbygninger, Sankt Johannes Døber-kirken (1789-1812), Transfigurationskatedralen (1833-9) og Sankt Maria Magdalene-kirken (1843). Sankt Nikolaus-kirken, hvis opførelse blev indledt af Hetman Ivan Mazepa og oberst Kostiantyn Maziievsky i 1706 og endelig afsluttet i 1852."

## Galleri
- Arkaden ved handelsretten, bygget 1809–1814.
- Hovedindfgangen til samme
- Indkøbscenteret Gade No. 6
- Indgangen til Trudovi rezervy stadion.
- Udsigt fra Ros-floden mod slotsbakken og Johannes Døberens Kirke.
- Statue fra 1793 i Oleksandriia Park.
- Branicki's Vinterpalads bygget i palladiansk arkitektur ca. 1796.
- Indgangen til Arboretum Oleksandriia, Bila Tserkva.